# Pectocarya pusilla
Pectocarya pusilla är en strävbladig växtart som först beskrevs av A. Dc., och fick sitt nu gällande namn av Samuel Frederick Gray. Pectocarya pusilla ingår i släktet Pectocarya och familjen strävbladiga växter. Inga underarter finns listade i Catalogue of Life.